# Абдельхак Хербаче
Абдельхак Хербаче (араб. Abdelhak Kherbache; нар. 25 червня 1995) — алжирський борець вільного стилю, п'ятиразовий чемпіон, триразовий срібний та бронзовий призер чемпіонатів Африки, чемпіон Африканських ігор, учасник Олімпійських ігор.

## Життєпис
У 2011 році здобув срібну медаль чемпіонату Африки серед кадетів. У 2014 Хербаче, який ще не вийшов з юніорського віку, успішно дебютував на змаганнях серед дорослих — виборов срібло на чемпіонаті Африки. Наступного року став чемпіоном Африки серед юніорів, знову здобув срібло чемпіонату Африки серед дорослих і бронзу на Африканських іграх. У 2017 втретє став срібним призером чемпіонату Африки. Наступного року став третім на цих же змаганнях, а ще через рік став чемпіоном Африки. У 2020 повторив цей успіх. У квітні 2021 на Олімпійському кваліфікаційному турнірі, що відбувся в туніському місті Хаммамет став другим, що дозволило йому вибороти ліцензію на участь в літніх Олімпійських іграх 2020 року в Токіо. На Олімпіаді поступився у першому ж поєдинку Георгі Вангелову з Болгарії (0:11, туше) і вибув з турніру.

## Спортивні результати на міжнародних змаганнях

### Виступи на Олімпіадах
| Змагання                    | Збірна | Вагова категорія          | Місце |
| --------------------------- | ------ | ------------------------- | ----- |
| Літні Олімпійські ігри 2020 | Алжир  | вільна боротьба, до 57 кг | 16    |

### Виступи на Чемпіонатах світу
| Змагання                        | Збірна | Вагова категорія          | Місце |
| ------------------------------- | ------ | ------------------------- | ----- |
| Чемпіонат світу з боротьби 2019 | Алжир  | вільна боротьба, до 57 кг | 11    |
| Чемпіонат світу з боротьби 2023 | Алжир  | вільна боротьба, до 57 кг | 25    |

### Виступи на Чемпіонатах Африки
| Змагання                         | Збірна | Вагова категорія          | Місце  |
| -------------------------------- | ------ | ------------------------- | ------ |
| Чемпіонат Африки з боротьби 2014 | Алжир  | вільна боротьба, до 57 кг | Срібло |
| Чемпіонат Африки з боротьби 2015 | Алжир  | вільна боротьба, до 57 кг | Срібло |
| Чемпіонат Африки з боротьби 2017 | Алжир  | вільна боротьба, до 57 кг | Срібло |
| Чемпіонат Африки з боротьби 2018 | Алжир  | вільна боротьба, до 57 кг | Бронза |
| Чемпіонат Африки з боротьби 2019 | Алжир  | вільна боротьба, до 57 кг | Золото |
| Чемпіонат Африки з боротьби 2020 | Алжир  | вільна боротьба, до 57 кг | Золото |
| Чемпіонат Африки з боротьби 2022 | Алжир  | вільна боротьба, до 61 кг | Золото |
| Чемпіонат Африки з боротьби 2023 | Алжир  | вільна боротьба, до 61 кг | Золото |
| Чемпіонат Африки з боротьби 2024 | Алжир  | вільна боротьба, до 61 кг | Золото |

### Виступи на Африканських іграх
| Змагання              | Збірна | Вагова категорія          | Місце  |
| --------------------- | ------ | ------------------------- | ------ |
| Африканські ігри 2015 | Алжир  | вільна боротьба, до 57 кг | Бронза |
| Африканські ігри 2019 | Алжир  | вільна боротьба, до 57 кг | Золото |

### Виступи на Кубках світу
| Змагання                    | Збірна | Вагова категорія          | Місце |
| --------------------------- | ------ | ------------------------- | ----- |
| Кубок світу з боротьби 2020 | Алжир  | вільна боротьба, до 57 кг | 19    |

### Виступи на Чемпіонатах світу серед військовослужбовців
| Змагання                                                  | Збірна | Вагова категорія          | Місце  |
| --------------------------------------------------------- | ------ | ------------------------- | ------ |
| Чемпіонат світу з боротьби серед військовослужбовців 2021 | Алжир  | вільна боротьба, до 61 кг | Бронза |

### Виступи на Всесвітніх іграх військовослужбовців
| Змагання                                | Збірна | Вагова категорія          | Місце |
| --------------------------------------- | ------ | ------------------------- | ----- |
| Всесвітні ігри військовослужбовців 2019 | Алжир  | вільна боротьба, до 57 кг | 10    |

### Виступи на Середземноморських чемпіонатах
| Змагання                                     | Збірна | Вагова категорія          | Місце  |
| -------------------------------------------- | ------ | ------------------------- | ------ |
| Середземноморський чемпіонат з боротьби 2018 | Алжир  | вільна боротьба, до 57 кг | Срібло |

### Виступи на Середземноморських іграх
| Змагання                    | Збірна | Вагова категорія          | Місце |
| --------------------------- | ------ | ------------------------- | ----- |
| Середземноморські ігри 2022 | Алжир  | вільна боротьба, до 65 кг | 5     |

### Виступи на Іграх ісламської солідарності
| Змагання                          | Збірна | Вагова категорія          | Місце |
| --------------------------------- | ------ | ------------------------- | ----- |
| Ігри ісламської солідарності 2022 | Алжир  | вільна боротьба, до 61 кг | 8     |

### Виступи на інших змаганнях
| Змагання                                                       | Збірна | Вагова категорія          | Місце  |
| -------------------------------------------------------------- | ------ | ------------------------- | ------ |
| Арабський чемпіонат з боротьби 2013                            | Алжир  | вільна боротьба, до 55 кг | Срібло |
| Турнір Дана Колова — Николи Петрова 2014                       | Алжир  | вільна боротьба, до 57 кг | 16     |
| Турнір Дана Колова — Николи Петрова 2015                       | Алжир  | вільна боротьба, до 57 кг | 10     |
| Кубок Тахті 2016                                               | Алжир  | вільна боротьба, до 57 кг | 12     |
| Турнір Дана Колова — Николи Петрова 2016                       | Алжир  | вільна боротьба, до 57 кг | 18     |
| Олімпійський кваліфікаційний турнір з боротьби 2016 (Алжир)    | Алжир  | вільна боротьба, до 57 кг | 5      |
| Турнір Дана Колова — Николи Петрова 2017                       | Алжир  | вільна боротьба, до 57 кг | 20     |
| Турнір Дана Колова — Николи Петрова 2019                       | Алжир  | вільна боротьба, до 57 кг | 23     |
| Турнір міста Сассарі з боротьби 2019                           | Алжир  | вільна боротьба, до 57 кг | 8      |
| Турнір Яшара Догу 2019                                         | Алжир  | вільна боротьба, до 57 кг | Бронза |
| Меморіал Вацлава Циолковського 2019                            | Алжир  | вільна боротьба, до 57 кг | 7      |
| Київський Міжнародний турнір з боротьби 2021                   | Алжир  | вільна боротьба, до 57 кг | 24     |
| Олімпійський кваліфікаційний турнір з боротьби 2020 (Хаммамет) | Алжир  | вільна боротьба, до 57 кг | Срібло |
| Турнір Дана Колова — Николи Петрова 2024                       | Алжир  | вільна боротьба, до 61 кг | Бронза |
| Меморіал Вацлава Циолковського 2024                            | Алжир  | вільна боротьба, до 61 кг | Срібло |

### Виступи на змаганнях молодших вікових груп
| Змагання                                                   | Збірна | Вагова категорія                 | Місце  |
| ---------------------------------------------------------- | ------ | -------------------------------- | ------ |
| Чемпіонат Африки з боротьби серед кадетів 2011             | Алжир  | вільна боротьба, до 46 кг        | Срібло |
| Середземноморський чемпіонат з боротьби серед юніорів 2014 | Алжир  | греко-римська боротьба, до 55 кг | Срібло |
| Середземноморський чемпіонат з боротьби серед юніорів 2014 | Алжир  | вільна боротьба, до 55 кг        | Золото |
| Чемпіонат світу з боротьби серед юніорів 2014              | Алжир  | вільна боротьба, до 55 кг        | 21     |
| Чемпіонат Африки з боротьби серед юніорів 2015             | Алжир  | вільна боротьба, до 55 кг        | Золото |
| Чемпіонат світу з боротьби серед юніорів 2015              | Алжир  | вільна боротьба, до 55 кг        | 16     |
| Чемпіонат світу з боротьби серед молоді 2017               | Алжир  | вільна боротьба, до 57 кг        | 17     |